# Uni (città)
Uni è un insediamento di tipo urbano della Russia europea centro-settentrionale, situata nella oblast' di Kirov; appartiene amministrativamente al rajon Uninskij, del quale è il capoluogo.